# Indianapolis 500 2006

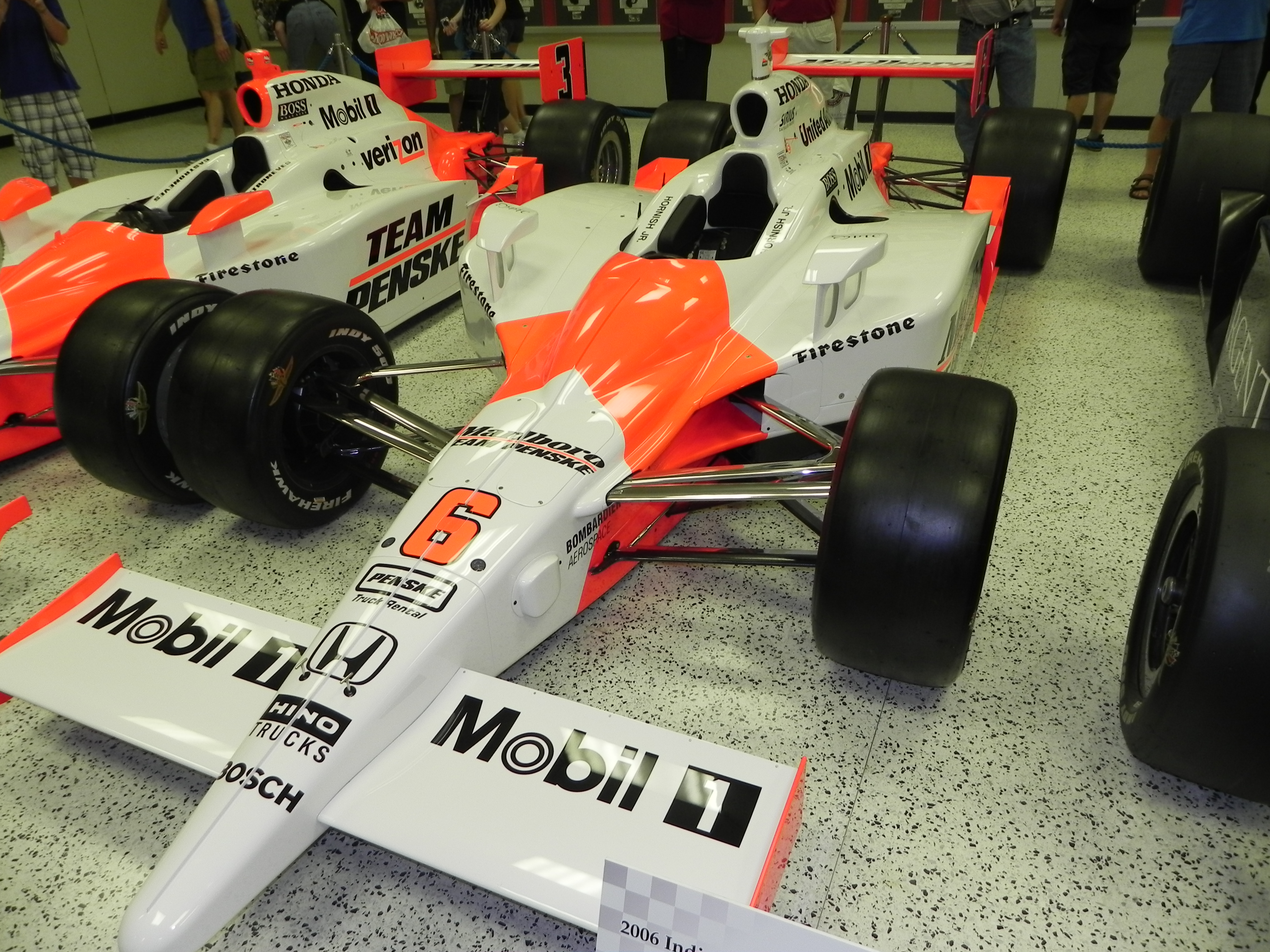
Das Siegerauto von Sam Hornish jr.

Das 90. Indianapolis 500 (offiziell 90th Running of the Indianapolis 500) auf dem Indianapolis Motor Speedway fand am 28. Mai 2006 statt und ging über eine Distanz von 200 Runden à 4,023 km, was einer Gesamtdistanz von 804,672 km entspricht.

## Startaufstellung
| Reihe | Nr. | Innen             | Nr. | Mitte             | Nr. | Außen            |
| ----- | --- | ----------------- | --- | ----------------- | --- | ---------------- |
| 1     | 6   | Sam Hornish jr.   | 3   | Hélio Castroneves | 10  | Dan Wheldon      |
| 2     | 9   | Scott Dixon       | 11  | Tony Kanaan       | 4   | Vítor Meira      |
| 3     | 55  | Kosuke Matsuura   | 8   | Scott Sharp       | 26  | Marco Andretti   |
| 4     | 16  | Danica Patrick    | 2   | Tomas Scheckter   | 20  | Ed Carpenter     |
| 5     | 1   | Michael Andretti  | 15  | Buddy Rice        | 90  | Townsend Bell    |
| 6     | 7   | Bryan Herta       | 27  | Dario Franchitti  | 52  | Max Papis        |
| 7     | 51  | Eddie Cheever     | 91  | P. J. Chesson     | 14  | Felipe Giaffone  |
| 8     | 92  | Jeff Bucknum      | 41  | Larry Foyt        | 21  | Jaques Lazier    |
| 9     | 5   | Buddy Lazier      | 17  | Jeff Simmons      | 31  | Al Unser Jr.     |
| 10    | 12  | Roger Yasukawa    | 88  | Airton Daré       | 97  | Stéphan Grégoire |
| 11    | 61  | Arie Luyendyk Jr. | 98  | P. J. Jones       | 18  | Thiago Medeiros  |

## Klassifikationen

### Endergebnis
| Pos. | Nr. | Fahrer                | Team                         | Chassis | Rd. | Zeit/Rückstand | Punkte | Start |
| ---- | --- | --------------------- | ---------------------------- | ------- | --- | -------------- | ------ | ----- |
| 1    | 6   | Sam Hornish jr.       | Team Penske                  | Dallara | 200 | 3:10:58.7590   | 50     | 1     |
| 2    | 26  | Marco Andretti (R)    | Andretti Green Racing        | Dallara | 200 | 0.0635         | 40     | 9     |
| 3    | 1   | Michael Andretti      | Andretti Green Racing        | Dallara | 200 | 1.0087         | 35     | 13    |
| 4    | 10  | Dan Wheldon (W)       | Chip Ganassi Racing          | Dallara | 200 | 1.2692         | 32+3   | 3     |
| 5    | 11  | Tony Kanaan           | Andretti Green Racing        | Dallara | 200 | 1.6456         | 30     | 5     |
| 6    | 9   | Scott Dixon           | Chip Ganassi Racing          | Dallara | 200 | 3.0566         | 28     | 4     |
| 7    | 27  | Dario Franchitti      | Andretti Green Racing        | Dallara | 200 | 5.6249         | 26     | 17    |
| 8    | 16  | Danica Patrick        | Rahal Letterman Racing       | Panoz   | 200 | 5.7263         | 24     | 10    |
| 9    | 8   | Scott Sharp           | Fernandez Racing             | Dallara | 200 | 11.1252        | 22     | 8     |
| 10   | 4   | Vítor Meira           | Panther Racing               | Dallara | 200 | 17.9554        | 20     | 6     |
| 11   | 20  | Ed Carpenter          | Vision Racing                | Dallara | 199 | 1 Rd.          | 19     | 12    |
| 12   | 5   | Buddy Lazier (W)      | Dreyer & Reinbold Racing     | Dallara | 199 | 1 Rd.          | 18     | 25    |
| 13   | 51  | Eddie Cheever (W)     | Team Cheever                 | Dallara | 198 | 2 Rd.          | 17     | 19    |
| 14   | 52  | Max Papis             | Team Cheever                 | Dallara | 197 | 3 Rd.          | 16     | 18    |
| 15   | 55  | Kosuke Matsuura       | Super Aguri Fernandez Racing | Dallara | 196 | 4 Rd.          | 15     | 7     |
| 16   | 12  | Roger Yasukawa        | Playa Del Racing             | Panoz   | 194 | 6 Rd.          | 14     | 28    |
| 17   | 21  | Jaques Lazier         | Playa Del Racing             | Panoz   | 193 | 7 Rd.          | 13     | 24    |
| 18   | 88  | Airton Daré           | Sam Schmidt Motorsports      | Panoz   | 193 | 7 Rd.          | 12     | 29    |
| 19   | 98  | P. J. Jones           | Team Leader Motorsports      | Panoz   | 189 | 11 Rd.         | 12     | 32    |
| 20   | 7   | Bryan Herta           | Andretti Green Racing        | Dallara | 188 | 12 Rd.         | 12     | 16    |
| 21   | 14  | Felipe Giaffone       | A. J. Foyt Enterprises       | Dallara | 177 | Unfall         | 12     | 21    |
| 22   | 90  | Townsend Bell (R)     | Vision Racing                | Dallara | 161 | Aufhängung     | 12     | 15    |
| 23   | 17  | Jeff Simmons          | Rahal Letterman Racing       | Panoz   | 152 | Unfall         | 12     | 26    |
| 24   | 31  | Al Unser Jr. (W)      | Dreyer & Reinbold Racing     | Dallara | 145 | Unfall         | 12     | 27    |
| 25   | 3   | Hélio Castroneves (W) | Team Penske                  | Dallara | 109 | Unfall         | 10     | 2     |
| 26   | 15  | Buddy Rice (W)        | Rahal Letterman Racing       | Panoz   | 108 | Unfall         | 10     | 14    |
| 27   | 2   | Tomas Scheckter       | Vision Racing                | Dallara | 65  | Unfall         | 10     | 11    |
| 28   | 61  | Arie Luyendyk Jr. (R) | Luyendyk Racing              | Panoz   | 54  | Lenkung        | 10     | 31    |
| 29   | 97  | Stéphan Grégoire      | Team Leader Motorsports      | Panoz   | 49  | Lenkung        | 10     | 30    |
| 30   | 41  | Larry Foyt            | A. J. Foyt Enterprises       | Dallara | 43  | Lenkung        | 10     | 23    |
| 31   | 18  | Thiago Medeiros (R)   | PDM Racing                   | Panoz   | 24  | Elektrik       | 10     | 33    |
| 32   | 92  | Jeff Bucknum          | Hemelgarn Racing             | Dallara | 1   | Unfall         | 10     | 22    |
| 33   | 91  | P. J. Chesson (R)     | Hemelgarn Racing             | Dallara | 1   | Unfall         | 10     | 20    |

(R)=Rookie / (W)=früherer Gewinner / Reifen: alle mit Firestone / Motor: alle mit Honda / Gelbphasen: 5 für 44 Runden

## Führungsrunden
| Fahrer            | Team                  | Anzahl |
| ----------------- | --------------------- | ------ |
| Dan Wheldon       | Chip Ganassi Racing   | 148    |
| Sam Hornish Jr.   | Team Penske           | 19     |
| Tony Kanaan       | Andretti Green Racing | 12     |
| Hélio Castroneves | Team Penske           | 9      |
| Scott Dixon       | Chip Ganassi Racing   | 6      |
| Michael Andretti  | Andretti Green Racing | 4      |
| Marco Andretti    | Andretti Green Racing | 2      |